# Lupinus cumulicola
Lupinus cumulicola är en ärtväxtart som beskrevs av John Kunkel Small. Lupinus cumulicola ingår i släktet lupiner, och familjen ärtväxter. Inga underarter finns listade i Catalogue of Life.